# ヒイアカ (衛星)
ヒイアカ ((136108) Haumea I Hiʻiaka) は、冥王星型天体 (136108) ハウメアの衛星。2つ見つかっている衛星のうちの大きい方であり、外側の軌道を回っている。

## 発見と命名
ヒイアカは、ハウメア (2003 EL61) の衛星のうち最初に発見されたもので、当初は S/2005 (2003 EL61) 1 という仮符号がつけられた。発見者グループはルドルフという渾名で呼んでいた。正式名称は、ハワイ神話の女神ハウメアの娘の1人で、ハワイ島の守護神であるヒイアカから名付けられた。
1999年には（もしその当時発見されていれば）ヒイアカの食が観測できた。次に食が起きるのは2138年のはずである。

## 大きさと明るさ
ヒイアカの明るさは主星の 5.9 ± 0.5 % で、アルベドが同じと仮定すれば直径は主星の 22 %、ないし 350 km 近くである。これはもし小惑星帯にあればケレス、パラス、ベスタ、ヒギエアに次いで5番目に大きな天体となる程である。

## 質量
ハウメアと2つの衛星を合わせた系全体の質量は判っており、密度（水の氷と仮定すればほぼ 1）およびアルベドが主星と同じと仮定すればヒイアカの質量はハウメアの 1 % 程度となる。